# طائر النوء الغطاس
طائر النوء الغطاس (الاسم العلمي: Pelecanoides)هو طائر بحري ينتمي لرتبة النوئيات الخاصة بالطيور. وهناك أربعة أنواع جميعها متشابهة جدًا تنتمي لفصيلة النوئيات الغطاسة وجنس النوئيات (لاسيبيديه، 1799)، التي يميزها فقط اختلافات صغيرة في ألوان الريش وفي شكل المنقار.
وتُشبه طيور النوء الغطاسة طائر الأوك الصغير من فصيلة طيور النوء الموجودة في المحيطات الجنوبية. وترجع التشابهات بينها وبين طائر الأوك إلى التطور التقاربي، حيث إن كلتا الفصيلتين تتغذيان عن طريق السعي وراء طعامها من خلالها عملية الغطس، على الرغم من اقتراح بعض الباحثين في الماضي بأن تلك التشابهات ترجع إلى الصلة بينهما. وفيما بين النوئيات نجد أن طيور النوء الغطاسة هي أكثر الفصائل تكيُّفًا مع الحياة في البحر بدلاً من الطيران فوقه، وبصفة عامة توجد قرب الشاطئ بشكلٍ أقرب من الفصائل الأخرى في الرتبة.
وتعتبر هذه الطيور من آكلي العوالق، فهم يتغذون معظم الوقت على الفرائس من القشريات مثل قرديس البحر، مجدافية الأرجل والأمفيبود (من فصيلة القشريات) Themisto gaudichaudii، وأيضًا على الأسماك الصغير والحبار. فهم لديهم تعديلات عديدة من أجل الفوز بفريستهم متضمنة أجنحة قوية وقصيرة، وجرابًا سفليًا لتخزين الطعام وفتح فتحتا منخارها لأعلى بدلاً من الإشارة بهما إلى الأمام وكأنما الفريسة في أنف أنبوبي آخر.

## الوصف والبنية
وتُعدّ طيور النوء الغطاسة طيورًا صغيرة الحجم حيث يتراوح حجمها بين بين 19-23 سم ( 7.5 إلى 9 بوصات) ويتراوح وزنها ما بين 120-200 جرام 4-7 أونصة
. ونجد أن مظهرهم موحد بشكلٍ كبير، ويكون من الصعب جدًا التفريق بينهم عند رؤيتهم في البحر. وأفضل الطرق لمعرفة الاختلاف بينهم يكون من حيث الحجم وشكل المنقار القصير. أما عن الريش فهو يلمع باللون الأسود من أعلى الجسم وباللون الأبيض على الجانب السفلي. ونجد أيضًا أن أجنحتهم قصيرة، وخاصةً بالنظر إلى حجم الجسم ككل، وتستخدم في إصدار طنين خفيف ومميز عند الطيران. ويكون هذا الطيران على مستوى منخفض من الماء وستطير طيور النوء الغطاسة خلال قمم الأمواج بدون أي انقطاع في مسار طيرانهم. وأثناء وجودهم في الماء نجد أن أجنحتهم تكون نصف مطوية وتُستخدم كمجاديف تدفع الطائر خلف فريسته.

## التناسل
تبني هذه الطيور عششها في مستعمرات على الجزر. فنجد بيضة بيضاء ترقد في جُحر في تربة ناعمة أو طبقة من العشب وعادةً ما يُغطى بغطاء نباتي، ريش أو أحجار صغيرة. فهم ينشطون ليلاً في مستعمرات التناسل. فهذه الطيور لديها فترة طويلة من عناية الوالدين بأطفالهم( من45 إلى 60 يومًا) في الجُحر، لكن بمجرد أن ينبت ريش الصغير يخرج إلى البحر من تلقاء نفسه.

## الحالة والحفظ
هناك نوعان من الأنواع الأربعة، طيور النوء الغطاسة البيروفية وطيور النوء الغطاسة الماجلانية، نطاقهم محصور جدًا حول سواحل أمريكا الجنوبية في حين أن طيور النوء الغطاسة الشائعة وطيور النوء الغطاسة في جنوب ولاية جورجيا نطاقهم أوسع عبر المحيطات الجنوبية، ويتناسلون على الجزر المواجهة لنيوزيلاندا وعلى جزر أنتاركتيكا الفرعية في المحيط الهندي وعلى الجزر في جنوب أتلانتيك (مثل تريستان دا كونا).
إن طيور النوء الغطاسة في عالم الطيور هي الأكثر وفرة، حيث إن الطيور الغطاسة الشائعة والطيور الغطاسة من جنوب جورجيا أعدادها بالملايين. ومن ناحية أخرى، نجد الطيور الغطاسة البيروفية مُهددة باستخلاص ذرق الطيور منها (وهو سماد طبيعي مصنوع من ذرق الطيور البحرية والخفافيش)، الأنواع الجديدة وتغير المناخ وهي تندرج تحت الأنواع المعرضة لخطر الانقراض.

## التصنيف والتطوُّر
تقترح بعض الدراسات المنشورة حول علم الوراثة العرقي لطيور النوء (المازور) أن طيور النوء الغطاسة هي في الواقع أعضاء في عائلة النوئيات، وتصنفهم بعض الأعمال التصنيفية مثل ذلك.
الأربعة أنواع هم:
- طيور النوء الغطاسة البيروفية Pelecanoides garnotii
- طيور النوء الغطاسة الماجلانية Pelecanoides magellani
- طيور النوء الغطاسة من جنوب ولاية جورجيا Pelecanoides georgicus
- طيور النوء الغطاسة الشائعة Pelecanoides urinatrix

ولم يتم البحث جيدًا عن تطور وتصنيف هذه الطيور. وقد وُصفت العديد من المجموعات السكانية لهذه الطيور كأنواع متميزة وبينما معظمهم هو فقط أنواع فرعية والبعض ربما يكون مميزًا بالفعل. وقد كان سجل حفريات عصر ما قبل التاريخ سجل المستحاثة مقتصر لفترة طويلة على بقايا كسور توصف كـأنماط الجسد البدائية وجدت في ودائع بداية العصر البليوسيني في لانجبانويدج، بجنوب إفريقيا؛ بينما كان من الواضح أن هذا الطائر قريب من طيور النوء الغطاسة الشائعة، وليس هناك أي أعضاء من جنسه اليوم معروفة في سواحل جنوب إفريقيا.
وفي عام 2007، وجدت قطعة عظم عضد من نيوزيلاند ووُصفت بـ عضد أيمن طرفي بدائي. ووجدت هذه القطعة في ودائع بداية/منتصف العصر الميوسيني وكما هو متوقع، تشبه طيور النوء الغطاسة أكثر من أي طائر آخر معروف، لكنها تُقدِّم حالة أقل تميزا.

## حواشٍ
1. 1 2  IOC World Bird List Version 6.3 (بالإنجليزية), 21 Jul 2016, DOI:10.14344/IOC.ML.6.3, QID:Q27042747
2. ↑  IOC World Bird List. Version 7.2 (بالإنجليزية), 22 Apr 2017, DOI:10.14344/IOC.ML.7.2, QID:Q29937193
3. ↑  World Bird List: IOC World Bird List (بالإنجليزية) (6.4th ed.), International Ornithologists' Union, 2016, DOI:10.14344/IOC.ML.6.4, QID:Q27907675
4. ↑  Christidis، Les (2008). Systematics and taxonomy of Australian Birds. Collingwood, Vic: CSIRO Publishing. ص. 81–82. ISBN:978-0-643-06511-6. مؤرشف من الأصل في 2022-07-09. {{استشهاد بكتاب}}: الوسيط author-name-list parameters تكرر أكثر من مرة (مساعدة)
5. ↑  Olson (1985)
6. ↑  Worthy، Trevor (2007). "Miocene waterfowl and other birds from central Otago, New Zealand". Journal of Systematic Palaeontology. ج. 5 ع. 1: 1–39. DOI:10.1017/S1477201906001957. ISSN:1477-2019. {{استشهاد بدورية محكمة}}: الوسيط author-name-list parameters تكرر أكثر من مرة (مساعدة)